# ファンタジスト
ファンタジスト（英：Fantasist）は、日本の競走馬。主な勝ち鞍は2018年の京王杯2歳ステークス(GII)、小倉2歳ステークス(GIII)。馬名の意味は「夢想家」。

## 戦績

### デビュー前～2歳（2018年）
2016年4月22日、北海道日高町のShallFarmで誕生。
栗東・梅田智之厩舎に入厩し、2018年7月15日の新馬戦（中京芝1200m）で武豊を背にデビュー勝ちを収める。2戦目の小倉2歳ステークスでは好位抜け出しの競馬で2着アズマヘリテージに1馬身3/4差をつけて快勝し、デビュー2連勝での重賞制覇を果たした。現役時代にスプリント戦線で圧倒的成績を残した父ロードカナロアの産駒としては2世代目で初のスプリント重賞制覇となった。3戦目の京王杯2歳ステークスでは直線で内から伸びてきたアウィルアウェイとの首の上げ下げの接戦を僅かに制して世代初の重賞2勝馬となった。朝日杯フューチュリティステークスではグランアレグリア、アドマイヤマーズに次ぐ3番人気に支持されたが、外枠が響いて4着に終わり、初黒星を喫した。

### 3歳（2019年）
3歳初戦のスプリングステークスで2着に入ったことで距離に目処を立て、クラシック路線へと進む。しかし、皐月賞では中団のインを追走したが伸びずに13着に終わり、騎乗した武豊は「終わってみれば距離かもしれませんね」と2000mの距離を敗因に挙げた。次戦にはNHKマイルカップが選ばれ、距離短縮による挽回を目指したが、2戦続けての13着と大敗。武は「皐月賞がピークの調整だったぶんかも…」と状態面に敗因を求めた。
休養明けは北九州記念から始動するも、パドックで寝転ぶ素振りを見せる、返し馬で気合が乗らないなど梅田が「バカンスに来たぐらいに思っていたんとちゃうかな」と語るほど好調時の片鱗も見えない14着大敗に終わる。セントウルステークスは武に先約（マテラスカイ）があるため和田竜二がテン乗りで騎乗し、レコード勝ちのタワーオブロンドンには離されたが2着は確保した。スプリンターズステークスでは武豊が鞍上に復帰し、大外16番枠から武いわく「一か八かのレース」で積極的に先行するも、直線で失速して最下位の16着に沈んだ。
初ダートのJBCスプリント（8着）を経て、11月24日の京阪杯に出走したが、レース中に急性心不全を発症し死亡した。

## 競走成績
以下の内容はnetkeiba.comの情報に基づく。
| 競走日     | 競馬場 | 競走名          | 格   | 距離（馬場）  | 頭 数 | 枠 番 | 馬 番 | オッズ （人気） | 着順 | タイム （上がり3F） | 着差 | 騎手      | 斤量 [kg] | 1着馬（2着馬）       | 馬体重 [kg] |
| ---------- | ------ | --------------- | ---- | ------------- | ----- | ----- | ----- | --------------- | ---- | ------------------- | ---- | --------- | --------- | -------------------- | ----------- |
| 2018.07.15 | 中京   | 2歳新馬         |      | 芝1200m（良） | 12    | 6     | 7     | 003.20（2人）   | 01着 | R1:09.6（34.5）     | -0.0 | 0武豊     | 54        | （ディアンドル）     | 448         |
| 0000.09.02 | 小倉   | 小倉2歳S        | GIII | 芝1200m（良） | 14    | 4     | 6     | 005.20（3人）   | 01着 | R1:08.9（35.4）     | -0.3 | 0武豊     | 54        | （アズマヘリテージ） | 464         |
| 0000.11.03 | 東京   | 京王杯2歳S      | GII  | 芝1400m（良） | 8     | 1     | 1     | 003.70（2人）   | 01着 | R1:24.7（33.2）     | -0.0 | 0武豊     | 55        | （アウィルアウェイ） | 474         |
| 0000.12.26 | 阪神   | 朝日杯FS        | GI   | 芝1600m（良） | 15    | 8     | 14    | 008.50（3人）   | 04着 | R1:34.5（33.0）     | -0.6 | 0武豊     | 55        | アドマイヤマーズ     | 474         |
| 2019.03.17 | 中山   | スプリングS     | GII  | 芝1800m（良） | 16    | 1     | 1     | 004.80（1人）   | 02着 | R1:47.8（34.6）     | -0.0 | 0武豊     | 56        | エメラルファイト     | 484         |
| 0000.04.14 | 中山   | 皐月賞          | GI   | 芝2000m（良） | 18    | 2     | 3     | 025.90（5人）   | 13着 | R1:59.7（35.8）     | -1.6 | 0武豊     | 57        | サートゥルナーリア   | 480         |
| 0000.05.05 | 東京   | NHKマイルC      | GI   | 芝1600m（良） | 18    | 7     | 13    | 029.70（6人）   | 13着 | R1:33.3（34.6）     | -0.9 | 0武豊     | 57        | アドマイヤマーズ     | 482         |
| 0000.08.18 | 小倉   | 北九州記念      | GIII | 芝1200m（良） | 18    | 4     | 8     | 007.00（4人）   | 14着 | R1:09.1（34.8）     | -0.9 | 0武豊     | 54        | ダイメイプリンセス   | 482         |
| 0000.09.08 | 阪神   | セントウルS     | GII  | 芝1200m（良） | 13    | 5     | 6     | 017.80（7人）   | 02着 | R1:07.2（34.0）     | -0.5 | 0和田竜二 | 54        | タワーオブロンドン   | 482         |
| 0000.09.29 | 中山   | スプリンターズS | GI   | 芝1200m（良） | 16    | 8     | 16    | 026.50（7人）   | 16着 | R1:09.3（36.3）     | -2.2 | 0武豊     | 55        | タワーオブロンドン   | 482         |
| 0000.11.04 | 浦和   | JBCスプリント   | JpnI | ダ1400m（重） | 12    | 6     | 8     | 017.10（5人）   | 08着 | R1:27.8（41.2）     | -2.9 | 0武豊     | 56        | ブルドッグボス       | 480         |
| 0000.11.24 | 京都   | 京阪杯          | GIII | 芝1200m（良） | 18    | 8     | 17    | 030.40（9人）   |      | 競走中止            |      | 0浜中俊   | 56        | ライトオンキュー     | 492         |

## 血統表
| ファンタジストの血統            | ファンタジストの血統                                                               | ファンタジストの血統                                                               | （血統表の出典）                                                                   | （血統表の出典）  |
| 父系                            | キングマンボ系                                                                     | キングマンボ系                                                                     | キングマンボ系                                                                     |                   |
| 父 ロードカナロア 2008 鹿毛     | 父の父キングカメハメハ 2001 鹿毛                                                   | Kingmambo                                                                          | Mr. Prospector                                                                     | Mr. Prospector    |
| 父 ロードカナロア 2008 鹿毛     | 父の父キングカメハメハ 2001 鹿毛                                                   | Kingmambo                                                                          | Miesque                                                                            |                   |
| 父 ロードカナロア 2008 鹿毛     | 父の父キングカメハメハ 2001 鹿毛                                                   | *マンファス                                                                        | *ラストタイクーン                                                                  | *ラストタイクーン |
| 父 ロードカナロア 2008 鹿毛     | 父の父キングカメハメハ 2001 鹿毛                                                   | *マンファス                                                                        | Pilot Bird                                                                         |                   |
| 父 ロードカナロア 2008 鹿毛     | 父の母レディブラッサム 1996 鹿毛                                                   | Storm Cat                                                                          | Storm Bird                                                                         | Storm Bird        |
| 父 ロードカナロア 2008 鹿毛     | 父の母レディブラッサム 1996 鹿毛                                                   | Storm Cat                                                                          | Terlingua                                                                          |                   |
| 父 ロードカナロア 2008 鹿毛     | 父の母レディブラッサム 1996 鹿毛                                                   | *サラトガデュー                                                                    | Cormorant                                                                          | Cormorant         |
| 父 ロードカナロア 2008 鹿毛     | 父の母レディブラッサム 1996 鹿毛                                                   | *サラトガデュー                                                                    | Super Luna                                                                         |                   |
| 母 ディープインアスク 2008 鹿毛 | 母の父ディープインパクト 2002 鹿毛                                                 | *サンデーサイレンス                                                                | Halo                                                                               | Halo              |
| 母 ディープインアスク 2008 鹿毛 | 母の父ディープインパクト 2002 鹿毛                                                 | *サンデーサイレンス                                                                | Wishing Well                                                                       |                   |
| 母 ディープインアスク 2008 鹿毛 | 母の父ディープインパクト 2002 鹿毛                                                 | *ウインドインハーヘア                                                              | Alzao                                                                              | Alzao             |
| 母 ディープインアスク 2008 鹿毛 | 母の父ディープインパクト 2002 鹿毛                                                 | *ウインドインハーヘア                                                              | Burghclere                                                                         |                   |
| 母 ディープインアスク 2008 鹿毛 | 母の母マーズプリンセス 1997 鹿毛                                                   | *デインヒル                                                                        | Danzig                                                                             | Danzig            |
| 母 ディープインアスク 2008 鹿毛 | 母の母マーズプリンセス 1997 鹿毛                                                   | *デインヒル                                                                        | Razyana                                                                            |                   |
| 母 ディープインアスク 2008 鹿毛 | 母の母マーズプリンセス 1997 鹿毛                                                   | *ディアーミミ                                                                      | Roberto                                                                            | Roberto           |
| 母 ディープインアスク 2008 鹿毛 | 母の母マーズプリンセス 1997 鹿毛                                                   | *ディアーミミ                                                                      | Carnival Princess                                                                  |                   |
| 母系(F-No.)                     | (FN:16-g)                                                                          | (FN:16-g)                                                                          | (FN:16-g)                                                                          | [ § 2 ]           |
| 5代内の近親交配                 | His Majesty5×5＝6.25%、Northern Dancer5×5＝6.25%、Hail to Reason5･5（母内）＝6.25% | His Majesty5×5＝6.25%、Northern Dancer5×5＝6.25%、Hail to Reason5･5（母内）＝6.25% | His Majesty5×5＝6.25%、Northern Dancer5×5＝6.25%、Hail to Reason5･5（母内）＝6.25% | [ § 3 ]           |
| 出典                            | 1. 2. 3.                                                                           | 1. 2. 3.                                                                           | 1. 2. 3.                                                                           | 1. 2. 3.          |

- 母ディープインアスクも本馬と同じ廣崎利洋の所有馬で、現役時代に中央で10戦して未勝利[15]。1歳下の全妹に2022年の北九州記念を勝ったボンボヤージ[16]、5歳下の全弟に2023年の小倉2歳ステークスを勝ったアスクワンタイムがいる[17]。
- 祖母の半姉Fleet Ladyの仔にミッドシップマン（2008年デルマーフューチュリティS・BCジュヴェナイル）、孫にFrosted[18]（14馬身差で勝利した2016年メトロポリタンHを始めGI3勝）。
- 3代母の半兄に、1988年のフォレ賞を制し種牡馬としてもClassic Cliche[19]（1995年英セントレジャー・1996年ゴールドC）やティンボロア[20]（2000年伊共和国大統領賞・2001年ターフクラシック招待S）等を輩出したSalse[21]がいる。